# Niall MacGinnis
Niall MacGinnis (* 29. März 1913 in Dublin, Irland; † 6. Januar 1977 in Haverfordwest, Wales) war ein irischer Film- und Theaterschauspieler.

## Leben
MacGinnis wuchs in der britischen Grafschaft Lancashire auf, wo er das dortige von den Jesuiten geleitete, römisch-katholische College absolvierte. Später schrieb er sich an der University of Dublin ein, an der er Medizin studierte. Abgeschlossen wurde das Studium mit dem Erlangen des Doktorgrades, was ihm im Zweiten Weltkrieg ermöglichte, in der Royal Navy zu dienen, aber gleichzeitig als Hausarzt tätig zu sein.
Schon früh zeigte sich MacGinnis’ Liebe für die Schauspielerei, als er am Old Vic Theatre in London mit dem bekannten Schauspieler John Gielgud arbeitete. Turn of the Tide, 1935 produziert, bildete MacGinnis' Debüt als Filmschauspieler. MacGinnis' Theaterarbeit konzentrierte sich dabei überwiegend auf das britische Theater. Obwohl er zu Beginn der 1950er Jahre versuchte, auch in zwei Theaterstücken am Broadway, in den Vereinigten Staaten bekannt zu werden, gelang ihm dies nur mäßig.
MacGinnis’ Repertoire als Filmschauspieler blieb meist auf starke Nebenrollen beschränkt. Er begann in den 1930er-Jahren mit Auftritten in Quota Quickies, ehe er sich in den 1940er-Jahren allmählich zu größeren Produktionen wie zwei Shakespeare-Verfilmungen unter der Regie von Laurence Olivier. 1941 spielte er in 49th Parallel – für die Kriegszeit ungewöhnlich – einen recht sympathischen deutschen Soldaten, der aber aufgrund seiner Weichherzigkeit von seinen Kameraden umgebracht wird. 1953 stand er in Martin Luther als Reformator Martin Luther vor der Kamera – eine seiner wenigen Hauptrollen. Auch stellte der Historienfilm Jason und die Argonauten von 1963 einen Höhepunkt in der Karriere von MacGinnis dar, da er als griechischer Göttervater Zeus zu sehen war.
Niall MacGinnis stand noch bis kurz vor seinem Tod vor der Kamera. Einer seiner letzten Filme war der 1973 produzierte, und unter Regie von John Huston inszenierte Thriller The MacKintosh Man.
Als sicher gilt, dass er im Januar 1977, im Alter von 63 Jahren, an Krebs starb.

## Filmografie (Auswahl)
- 1935: Turn of the Tide
- 1937: The Edge of the World
- 1941: 49th Parallel
- 1944: Heinrich V. (Henry V)
- 1948: Anna Karenina
- 1948: Hamlet
- 1949: Columbus
- 1949: Männer, Mädchen, Diamanten (Diamond City)
- 1951: Die Reise ins Ungewisse (No Highway in the Sky)
- 1953: Martin Luther
- 1953: Die Ritter der Tafelrunde (Knights of the Round Table)
- 1954: Hölle unter Null (Hell Below Zero)
- 1954: Verraten (Betrayed)
- 1955: Vom Himmel gefallen (Special Delivery)
- 1956: Die schöne Helena (Helen of Troy)
- 1956: Alexander der Große (Alexander the Great)
- 1956: Vincent van Gogh – Ein Leben in Leidenschaft (Lust for Life)
- 1957: Kostbare Bürde (The Shiralee)
- 1957: Der Fluch des Dämonen (Night of the Demon)
- 1958: Hinter der Maske (Behind the Mask)
- 1959: Tarzans größtes Abenteuer (Tarzan’s Greatest Adventure)
- 1959: Geschichte einer Nonne (The Nun’s Story)
- 1959: Ein Händedruck des Teufels (Shake Hands with the Devil)
- 1960: Entführt – Die Abenteuer des David Balfour (Kidnapped)
- 1960: Vertraue keinem Fremden (Never Take Sweets from a Stranger)
- 1960: Aufstand im Morgengrauen (A Terrible Beauty)
- 1960: Das Schwert des Robin Hood (Sword of Sherwood Forest)
- 1961: Der Schuß aus dem Nichts (Johnny Nobody)
- 1962: Der Prinz und der Bettelknabe (The Prince and the Pauper)
- 1962: Die Verdammten der Meere (Billy Budd)
- 1962: Im Namen des Teufels (The Devil’s Agent)
- 1963: Jason und die Argonauten (Jason and the Argonauts)
- 1964: Becket
- 1964–1965: Geheimauftrag für John Drake (Danger Man, Fernsehserie, 3 Folgen)
- 1965: Der Spion, der aus der Kälte kam (The Spy Who Came in from the Cold)
- 1965: Die Normannen kommen (The War Lord)
- 1966: Willkommen, Mister B. (A Man Could Get Killed)
- 1966: Insel des Schreckens (Island of Terror)
- 1966: Simon Templar (The Saint, Fernsehserie, Folge 5x11)
- 1967: Königin der Wikinger (The Viking Queen)
- 1967: Der Foltergarten des Dr. Diabolo (Torture Garden)
- 1968: In den Schuhen des Fischers (The Shoes of the Fisherman)
- 1968: Krakatoa – Das größte Abenteuer des letzten Jahrhunderts (Krakatoa, East of Java)
- 1969: Dave – Zuhaus in allen Betten (Sinful Davey)
- 1970: Der Brief an den Kreml (The Kremlin Letter)
- 1970: Darling Lili
- 1973: Der Mackintosh-Mann (The Mackintosh Man)
- 1978: Crisis At Sun Valley (Fernsehfilm)